# 灵冈庙
灵冈庙，位于中国广东省湛江市雷州市雷城镇三元塔东，为湛江市雷州市的一个市级文物保护单位，类型为古建筑，公布时间为2001年8月17日。
灵冈庙的历史年代为清代。